# Over the Border (film 1950)
Over the Border è un film del 1950 diretto da Wallace Fox.
È un western statunitense con Johnny Mack Brown, Wendy Waldron e Myron Healey.

## Produzione
Il film, diretto da Wallace Fox su una sceneggiatura di J. Benton Cheney, fu prodotto dallo stesso Fox per la Monogram Pictures. Il titolo di lavorazione fu Border Renegades.

## Distribuzione
Il film fu distribuito negli Stati Uniti dal 12 marzo 1950 al cinema dalla Monogram Pictures.

## Promozione
Le tagline sono:
- JOHNNY MACK BROWN STOPS THE SILVER SMUGGLERS!
- Two-nation man-hunt for bullion bandits!